# Římskokatolická farnost Žacléř
Římskokatolická farnost Žacléř je územním společenstvím římských katolíků v rámci trutnovského vikariátu královéhradecké diecéze.

## O farnosti

### Historie
Barokní kostel Nejsvětější Trojice v Žacléři byl postaven v roce 1677 nákladem jezuitského řádu. Farnost přestala být po polovině 20. století obsazována sídelním duchovním správcem. V rámci procesu slučování farností se žacléřská farnost rozšířila o původně samostatnou farnost Bernartice, která administrativně zanikla k 1. lednu 2006.

#### Seznam duchovních správců
- Caspar Kratzieg
- Bonaventura (do r. 1635)
- Martin Wunibald (do r. 1650)
- Simon Krocker
- Christoph Jacob Nissel (do r. 1677)
- Georg Ignatz Pietsch (1677–1714)
- David Trauttmann (od r. 1714)
- Peter Paul Wancke
- Joseph Carl Fiedler (do r. 1760)
- Johann Wenzel Paitzker (1760–1786)
- Anton Kopp (1865–1889)
- Heinrich Kuczej (1910–1916)
- Rudolf Haluza (1948–1973)

### Současnost
Farnost je spravována ex currendo z trutnovského arciděkanství.
| Kostel                         | Místo       | Bohoslužba             | Bohoslužba             | Poznámka        |
| ------------------------------ | ----------- | ---------------------- | ---------------------- | --------------- |
| Kostel Nanebevzetí Panny Marie | Bernartice  | neslouží se pravidelně | neslouží se pravidelně | filiální kostel |
| Kostel sv. Jana Nepomuckého    | Královec    | neslouží se pravidelně | neslouží se pravidelně | filiální kostel |
| Kaple sv. Donáta               | Křenov      | neslouží se pravidelně | neslouží se pravidelně | obecní kaple    |
| Kostel Nanebevstoupení Páně    | Lampertice  | neslouží se pravidelně | neslouží se pravidelně | filiální kostel |
| Kaple sv. Anny                 | Prkenný Důl | neslouží se pravidelně | neslouží se pravidelně | obecní kaple    |
| Kostel Nejsvětější Trojice     | Žacléř      | neděle                 | 11.00                  | farní kostel    |